# Remington 870
Die Remington 870 ist eine Vorderschaftrepetierflinte des US-amerikanischen Waffenherstellers Remington Arms. Es handelt sich um eine weit verbreitete Waffe, die – besonders in den USA – zum Sportschießen, zur Jagd und zur Selbstverteidigung verwendet wird.

## Geschichte
Die Remington 870 stellt das vierte Hauptdesign in der Entwicklungsreihe der Remington Vorderschaftrepetierflinten dar. Das Wingmaster genannte Ursprungsmodell wurde 1949 als Ersatz für die Remington Model 31 entwickelt. Die Remington 31 war recht beliebt, verkaufte sich jedoch deutlich schlechter als die Winchester Model 1912. Dies wollte Remington durch die Einführung einer modernen, stromlinienförmigen, robusten, zuverlässigen und relativ günstigen Vorderschaftrepetierflinte ändern. Die Remington 870 stellt eine Adaption der Remington Model 11-48 dar, was wiederum eine Adaption der von John Browning entwickelten Remington 11 ist.
1966 wurde sie beim United States Marine Corps als Ersatz für die veralteten Flinten aus dem Zweiten Weltkrieg eingeführt. Obwohl sowohl bei den Marines als auch bei der US-Luftwaffe als Basisverteidigungswaffe in großen Zahlen genutzt, wurden die meisten Modelle an Sportschützen und Jäger verkauft. Aber auch die Polizei und das FBI setzen die Remington 870 in großem Umfang ein. Die Verkaufszahlen der Remington 870 sind stabil. Bis 1973 wurde die Waffe bereits 2 Millionen Mal verkauft, 1996 wurde das 7-millionste Exemplar gefertigt. Am 13. April 2009 wurde das 10-millionste Exemplar hergestellt, womit die Remington 870 die meistverkaufte Vorderschaftrepetierflinte der Geschichte ist.

## Design
Bei der Remington 870 handelt es sich um eine Repetierflinte, der Schütze muss nach jedem Schuss durch Vor- und Zurückziehen des beweglichen Vorderschafts die verschossene Hülse auswerfen und dem Patronenlager eine neue Patrone aus dem Röhrenmagazin unter dem Lauf zuführen. Die verschossene Hülse wird dabei nach rechts ausgeworfen. Die Waffe kann mit verschiedensten Munitionsarten (Flintenlaufgeschosse, Schrot, Tränengas, u. v. m.) geladen werden, auch gemischte Magazinfüllungen sind möglich. Durch Leerrepetieren kann eine nicht gewünschte Patrone ausgeworfen werden, ohne diese vorher abfeuern zu müssen.

## Varianten
Es existieren unzählige Varianten der besonders bei Sportschützen sehr beliebten Waffe. Während ursprünglich lediglich 15 Varianten produziert wurden, stellt Remington mittlerweile dutzende Modelle für Zivilisten, Polizei und das Militär her. Dies liegt unter anderem an der einfachen Zerlegbarkeit und der enormen Fülle an Zubehörteilen. Die häufigsten Varianten sind:
- Wingmaster:[5] Polierter oder matter Walnussholzschaft, polierter Lauf. Angeboten in Tontauben-, Fallen- oder Feldkonfiguration
- Express: Kunststoff- oder Holzschaft, brünierter Lauf
- Marine: Kunststoffschaft, vernickelter Lauf (Korrosionsschutz)
- Police: Klappschaft aus Kunststoff oder Metall, fester Schaft aus Kunststoff oder Holz, Sonderausstattung mit einer Zielbeleuchterstablampe unter der Rohrmündung[6]
- Masterkey: Schrotflinten-Aufsatz für den M4, ohne Schaft und Griff, verkürzter Lauf, phosphatierter Lauf

### Chinesische Version
Der chinesische Waffenproduzent Norinco stellt unlizenzierte Kopien der Remington 870 her, da diese keinen Patentschutz mehr genießt. Die häufigsten Varianten sind dabei die Norinco HP9-1 und M-98. Der Unterschied liegt in der Lauflänge: die HP9-1 mit 12,5" oder 14" und die M-98 mit 18,5" Lauflänge. In den USA, die den Import vieler Norinco-Produkte verbieten, wurde die Repetierflinte unter den Namen „Norinco Hawk 982“ und „Interstate Hawk 982“ eingeführt und verkauft.